# Пять злотых (памятные монеты)
Монеты в 5 злотых — памятные монеты, выпускаемые Национальным банком Польши начиная с мая 2014 года. Все монеты имеют статус монет для обращения.

## Общая информация
В 2014 году Национальным банком Польши было принято решение перейти от выпуска памятных монет номиналом в 2 злотых к большему номиналу — 5 злотых. Размер и вес монеты 5 злотых были выбраны равными со стандартной монетой в 5 злотых, выпускаемой для регулярного хождения. Памятные монеты, так же как и регулярная монета в 5 злотых, являются биметаллическими. Кольцо монеты изготавливается из сплава MN25 и имеет белый цвет, центральный диск выполнен из сплава CuAl6Ni2 и имеет жёлтый цвет. Первая памятная монета этого номинала, посвящённая 25-летию парламентских выборов, состоявшихся 4 июня 1989 года («25 лет свободы», пол. 25 lat wolności), была выпущена 22 мая 2014 года.
Монеты выпускаются по случаю различных событий, в честь различных памятников (в том числе архитектурных), исторических мест, известных личностей, памятных дат и т. п. К обязательным элементам оформления относятся: герб Польши, надпись RZECZPOSPOLITA POLSKA, номинал, записанный в виде: 5 złotych, и год чеканки монеты.

## Монеты по годам выпуска в обращение

### 2014 год
| Монета (Оригинальное название)                             | Серия (Оригинальное название) | Дата выпуска | Тираж     |
| ---------------------------------------------------------- | ----------------------------- | ------------ | --------- |
| 25 лет свободы (25 lat wolności)                           | Открой Польшу (Odkryj Polskę) | 22.05.2014   | 1 500 000 |
| Королевский дворец в Варшаве (Zamek Królewski w Warszawie) | Открой Польшу (Odkryj Polskę) | 07.11.2014   | 1 200 000 |

### 2015 год
| Монета (Оригинальное название)        | Серия (Оригинальное название) | Дата выпуска | Тираж     |
| ------------------------------------- | ----------------------------- | ------------ | --------- |
| Быдгощский канал (Kanał Bydgoski)     | Открой Польшу (Odkryj Polskę) | 22.05.2015   | 1 200 000 |
| Познанская ратуша (Ratusz w Poznaniu) | Открой Польшу (Odkryj Polskę) | 06.11.2015   | 1 200 000 |

### 2016 год
| Монета (Оригинальное название)                                              | Серия (Оригинальное название) | Дата выпуска | Тираж     |
| --------------------------------------------------------------------------- | ----------------------------- | ------------ | --------- |
| Комплекс исторических зданий Мельница ксёндза в Лодзи (Księży Młyn w Łodzi) | Открой Польшу (Odkryj Polskę) | 23.05.2016   | 1 200 000 |
| Замок поморских князей в Щецине (Zamek Książąt Pomorskich w Szczecinie)     | Открой Польшу (Odkryj Polskę) | 03.11.2016   | 1 200 000 |

### 2017 год
| Монета (Оригинальное название)                                                        | Серия (Оригинальное название) | Дата выпуска | Тираж     |
| ------------------------------------------------------------------------------------- | ----------------------------- | ------------ | --------- |
| Часовня Святой Троицы в Люблине в Люблине (Kaplica Trójcy Świętej na Zamku Lubelskim) | Открой Польшу (Odkryj Polskę) | 22.05.2017   | 1 200 000 |
| Центральный индустриальный регион (Centralny Okręg Przemysłowy)                       | Открой Польшу (Odkryj Polskę) | 15.11.2017   | 1 200 000 |

### 2018 год
| Монета (Оригинальное название)                                           | Серия (Оригинальное название)                                                  | Дата выпуска | Тираж      |
| ------------------------------------------------------------------------ | ------------------------------------------------------------------------------ | ------------ | ---------- |
| 100 лет независимости (100-lecie odzyskania przez Polskę niepodległości) | Монета с памятной надписью (Moneta okolicznościowa z okolicznościowym napisem) | 22.05.2018   | 38 424 000 |

### 2019 год
| Монета (Оригинальное название)          | Серия (Оригинальное название) | Дата выпуска | Тираж     |
| --------------------------------------- | ----------------------------- | ------------ | --------- |
| Памятники Фромборка (Zabytki Fromborka) | Открой Польшу (Odkryj Polskę) | 22.05.2019   | 1 200 000 |
| Курган освобождения (Kopiec Wyzwolenia) | Открой Польшу (Odkryj Polskę) | 07.11.2019   | 1 200 000 |

### 2020 год
| Монета (Оригинальное название)                    | Серия (Оригинальное название) | Дата выпуска | Тираж     |
| ------------------------------------------------- | ----------------------------- | ------------ | --------- |
| Базилика Святой Марии (Kościół Mariacki)          | Открой Польшу (Odkryj Polskę) | 22.05.2020   | 1 200 000 |
| Дворец Браницких (Pałac Branickich w Białymstoku) | Открой Польшу (Odkryj Polskę) | 18.11.2020   | 1 200 000 |

### 2021 год
| Монета (Оригинальное название)                  | Серия (Оригинальное название) | Дата выпуска | Тираж     |
| ----------------------------------------------- | ----------------------------- | ------------ | --------- |
| Ворота-кран (Brama Żuraw w Gdańsku)             | Открой Польшу (Odkryj Polskę) | 21.05.2021   | 1 000 000 |
| Замок «Старый Князь» (Zamek Książ w Wałbrzychu) | Открой Польшу (Odkryj Polskę) | 18.11.2021   | 1 000 000 |